# Барнаульский район
Барнаульский район — административно-территориальная единица в составе Алтайского края, существовавшая в 1938—1957 годах. Центр — город Чесноковка.
Барнаульский (сельский) район был образован 16 сентября 1938 года в составе Алтайского края. В район вошли территории, прежде подчинённые Барнаульскому горсовету. Центром района первоначально стал город Барнаул, 27 января 1939 центр был перенесён в рабочий посёлок Чесноковка (р.п. с 1936 года, город с 8 мая 1942 года, с 18 апреля 1962 года это город Новоалтайск). С 11 января 1950 года центром района стал посёлок Повалиха.
По данным 1940 года Барнаульский район делился на 16 сельсоветов: Баженский, Белоярский, Бельмесевский, Бещенцовский, Бобровский, Власихинский, Гоньбинский, Зудиловский, Лебяжинский, Мало-Казарменский, Ново-Михайловский, Повалихинский, Рассказихинский, Садниковский, Сорочье-Логовский, Фирсовский.
19 мая 1955 года Барнаульский район был переименован в Чесноковский район.
26 ноября 1957 года Чесноковский район был упразднён, а его территория разделена между Косихинским, Краюшкинским и Павловским районами.